# WampServer
WampServer là một phần mềm phối hợp nền tảng (solution stack) của hệ điều hành Microsoft Windows, được thiết kế bởi Romain Bourd. WampServer bao gồm web chủ Apache, OpenSSL để hỗ trợ SSL, hệ quản trị cơ sở dữ liệu MySQL và chạy bằng ngôn ngữ lập trình PHP.

## Một số solution stack chạy trên nền tảng khác
- FAPP hoặc FAMP: dành cho hệ điều hành FreeBSD
- MAMP: dành cho hệ điều hành MacOS
- LAMP: dành cho hệ điều hành Linux
- SAMP: cho hệ điều hành Solaris
- WIMP
- WISA: dành cho Windows
- XAMPP: dành cho Windows